# Exocentrus lacteolus
Exocentrus lacteolus là một loài bọ cánh cứng trong họ Cerambycidae.